# San Vero Milis
San Vero Milis (sardinski: Santu 'èru, Santèru) je grad i općina (comune) u pokrajini Oristanu u regiji Sardiniji, Italija. Nalazi se na nadmorskoj visini od 10 metara i ima 2 504 stanovnika.
Prostire se na 72,48 km². Gustoća naseljenosti je 35 st/km².
Susjedne općine su: Baratili San Pietro, Milis, Narbolia, Riola Sardo, Tramatza i Zeddiani.